# Solitoki Esso
Solitoki Esso est un homme politique togolais, ministre d'État aux affaires présidentielles depuis septembre 2013. Après avoir servi au sein du gouvernement en tant que ministre de la Communication et de la Culture dans les années 1990, il est nommé ministre d'État chargé de la Fonction publique et de la Réforme administrative de mai 2010 à août 2012 et ministre d'État chargé de l'Enseignement primaire et secondaire d'août 2012 à septembre 2013.

## Biographie

### Jeunesse et débuts
Solitoki Esso est docteur en sciences de l'information et de la communication de l'Université Paris-Panthéon-Assas (Paris II).
Le 11 septembre 1979, Esso commence sa carrière en étant nommé directeur de la télévision togolaise (TVT) par le président Gnassingbé Eyadema.

### Carrière politique
Il est élu député à l'Assemblée nationale lors des élections législatives de mars 1985, remportant le siège de la circonscription de Binah Nord.
Il est par la suite nommé au gouvernement au poste de ministre de la Communication et de la Culture le 29 novembre 1995. Plus tard, il est nommé vice-président de la Commission nationale de lutte contre la corruption et le sabotage économique (2001). 
Un an plus tard, l'Assemblée vote le remplacement de Dahuku Péré, qui avait appelé à une réforme du RPT, par Esso au parlement de la CEDEAO. Cependant, le parlement s'y oppose, affirmant que cette décision n'avait aucun motif valable.
Il est réélu à l'Assemblée nationale lors des élections législatives d'octobre 2002 dans la première circonscription de la préfecture de Binah. Il est alors élu président de la Commission des lois constitutionnelles et de la législation de l'administration générale de l'Assemblée par ses pairs. Lorsque le Parlement panafricain commence à se réunir en mars 2004, Esso devient l'un de ses cinq membres togolais.
Il est l'un des trois parlementaires à accompagner Bonfoh Abbas, alors président de l'Assemblée nationale, lors de sa visite à la deuxième conférence mondiale des présidents de parlement en septembre 2005. Un mois plus tard, il est élu par l'Assemblée nationale comme l'un des cinq membres togolais du Parlement de la CEDEAO, recevant 62 voix sur les 68 députés présents. Esso est ensuite devenu l'un des seize membres de la Commission nationale de modernisation de la législation instaurée le 23 juin 2006.
Lors du neuvième congrès ordinaire du RPT, il est élu secrétaire général du RPT pour un mandat de trois ans en décembre 2006, succédant ainsi à Dama Dramani,. Il occupe finalement ce poste jusqu'à la dissolution du parti en 2012. Il avait été proposé à ce poste par le président Faure Gnassingbé. A ce moment, il est conseiller technique à la présidence,. Il est membre du bureau politique du RPT et membre du comité central du RPT de la préfecture de Binah depuis le neuvième congrès ordinaire.
Dans le gouvernement de Gilbert F. Houngbo formé par le président Gnassingbé le 28 mai 2010, Esso est réintégré au gouvernement en tant que ministre d'État à la Fonction publique et à la Réforme administrative. Après deux ans à ce poste, il est nommé ministre d'État à l'Enseignement primaire et secondaire en août 2012. Dans ce ministère, ses tentatives de réformes sont mal acceptées. Il est muté au poste de ministre d'État aux affaires présidentielles le 17 septembre 2013,. Il n'est toutefois pas considéré comme un membre du gouvernement. Lorsqu'en 2015 Komi Sélom Klassou devient Premier ministre, le poste est officiellement supprimé mais un budget lui est toujours alloué plusieurs années plus tard.
Il est conseiller du président Faure Gnassingbé.

## Décorations
- Commandeur de l'ordre du Mono (2005)[27]